# Jacob Gils
Jacob Gils (født 16. august 1963) er en dansk kunstfotograf.
Han er født ind i en kunstnerfamilie, hvor både hans mor, Merete Hansen , og hans far, Ove Gils, er anerkendte billedkunstnere.
I 1989 blev Gils uddannet fra Københavns Film og Fotoskole, hvor han blandt andet havde Leif Schiller og Torben Johanson som læremester. I sin tidlige karriere arbejdede Gils som reklame- og modefotograf og grundlagde Gils Fotografi ApS. Han arbejdede i flere år med konceptuel reklamefotografering, inden han startede sin kunstneriske karriere i 2001. Gils eksperimenterede med forskellige teknikker og udtryk inden for det fotografiske medie og udviklede en dyb forståelse for farver og lys. Jacob Gils siger selv: "Initiated by a wish to break away from controlled predefined photography..." .
Udgangspunktet for Jacob Gils fotografier er et ønske om at bryde med det statiske og kontrollede billedsprog og i stedet skabe fragmenterede, draperede og dekonstruerede visuelle puslespil med stor opmærksomhed på både æstetisk udtryk og teknisk detalje. Han er blevet sammenlignet med de franske impressionister, der ligeledes opgav det statiske og iscenesatte billedsprog for et mere sanseligt og poetisk flow.
Hans kraftfulde, impressionistiske billedsprog har vakt ham international opmærksomhed, og hans arbejde er blevet vist på adskillige kunstmesser, udstillinger og museer rundt om i verden, herunder Den Nationale Fotosamling i København, Fotografiska i Stockholm og The Bogotá Museum of Modern Art (MAMBO) i Bogota.
Jacob Gils er repræsenteret af In The Gallery i København og Palma De Mallorca.

## Priser
2015 Px3 Prix de la photographie Paris i kategorien "Fine Art Nudes" 
2012 Px3 Prix de la photographie Paris i kategorien "Kunstændrede billeder" 

## Hans arbejde

### Movement
Movement serien startede Jacob Gils i 2011. Med brug af multieksponering gengiver Gils sine egne sanselige iagttagelser og flygtige indtryk af det pulserende byliv, landskaber og ikoniske landemærker fra forskellige steder. Værkerne skifter mellem stærke farver og sort-hvide toner og fremstår som levende, vibrerende enheder på afstand, mens de tæt på giver en bevidst rystet og sløret oplevelse. Med denne teknik bryder Gils med fotografiets evne til at fastfryse et øjeblik og skaber en illusorisk bevægelse i billedfladen. Også Myriam Simons fra le revenue beskriver Gils' kunstnerisk teknik, som at male med sit kamera og fremhæver hans fotografi som originalt og gennemsyret af kunstnerisk kvalitet. Fredrik Haren, "The Creativity Explorer", som har skrevet og forsket i menneskets kreativitet, fremhæver Jacobs harmoniske balance mellem det eksperimenterende og det stringente i hans billeder.

### Limit to Your Love
Limit to Your Love er et close up studie af kroppe – kvindekroppe – stykket sammen af ét eller flere polaroider. Motivet er nøgne kvindekroppe, der frembringer konturer og bløde former gennem fotografisk minimalisme. Ifølge Virginie Lorient fra Bettina Von Arnim's Gallery kan farveoverførslen variere i denne teknik , men Jacob Gils holder sig tro mod de naturlige farver uden ændringer. 

### Transfer
Transfer er en videreudviking af Movement serien. Her arbejder han med flere eksponeringer, som derefter fotograferes igen og overføres til akvarelpapir. Gennem de forskellige stadier af denne proces bliver billedets repræsentation transformeret til en mere flydende, abstrakt og taktil version af fotografi. Ved nærmere undersøgelse begynder øjet at afkode, at der i værkerne er afbildet virkelige steder.

## Artikler
- Le Revenu [6]
- The art couch [9]
- Switch Magazine [10]
- Gente di Fotografia [11]
- Gente di Fotografia [12]
- Gente di Fotografia [13]
- The eye of photography [14]
- Bo Bedre. Erick Rimmer
- Interview to The creativity Explorer. Fredrik Hansen [7]

## Permanente udstillinger
- Stockholm: Fotografiska Museum of Photography
- Norge: Nationalmuseet for fotografi Oslo
- Bogotá: Museum for moderne kunst MAMBO
- København: Danmarks Nationalmuseum for Fotografi
- Kina: Nanjing Institute of Visual Arts
- Beijing: Dansk Kulturinstitut i Beijing
- Boston: Boston Properties-kontorer
- København: LEGO A / S
- København: TRH Kronprins Frederik og Kronprinsesse Mary Palace
- Milan: Loro Piana Collection
- København: Maersk A / S
- Shanghai: Thomas Shao Collection